# Centrale nucléaire de Rancho Seco
La centrale nucléaire de Rancho Seco est une centrale démantelée construite à Clay Station dans le district de Sacramento en Californie. 

## Description
La centrale comprend un réacteur à eau pressurisée (REP) construit par Babcock et Wilcox :
- Rancho Seco : 2772 MWt, 913 MWe, exploitée de 1975 à 1989[1].

Durant son exploitation le réacteur n'a été disponible qu'à 39 % de sa capacité.
Alors que la licence d'exploitation était valable jusqu'en 2008, ce réacteur a été fermé en 1989 à la suite d'un vote du public et en tenant compte du remplacement de sa production par celle de Diablo Canyon.

Les activités de démantèlement, évaluées à 460 millions de dollar en 1999, se sont terminées en 2009 pour un coût final de 500 millions de dollar. Toutefois contrairement à Maine Yankee, il n'y a pas eu de retour à l'herbe, et les tours de refroidissement subsistent sur le site.

## Photos

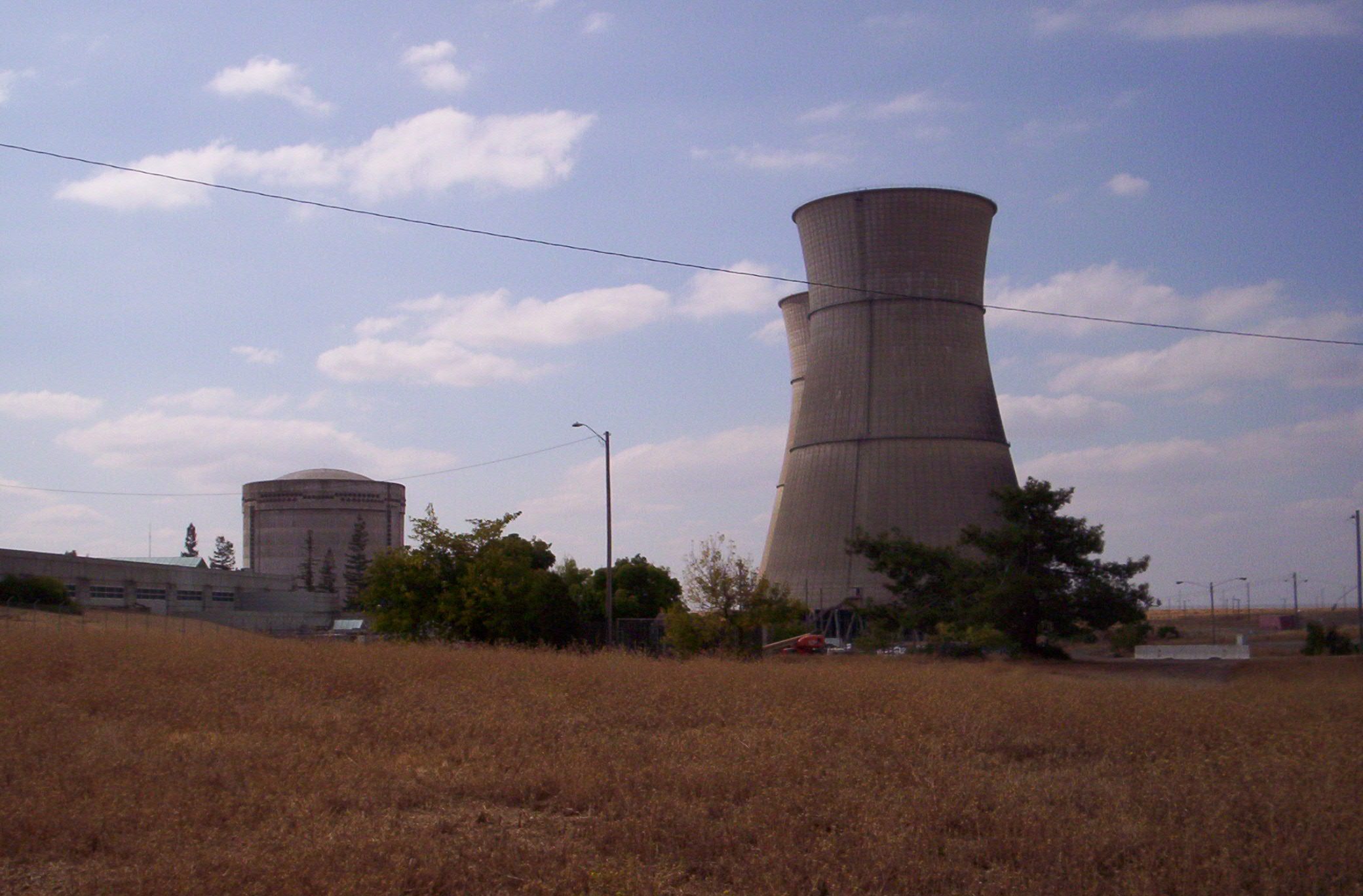
La centrale de Rancho Seco
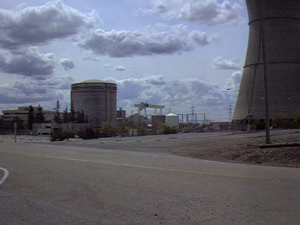
La centrale en 1998
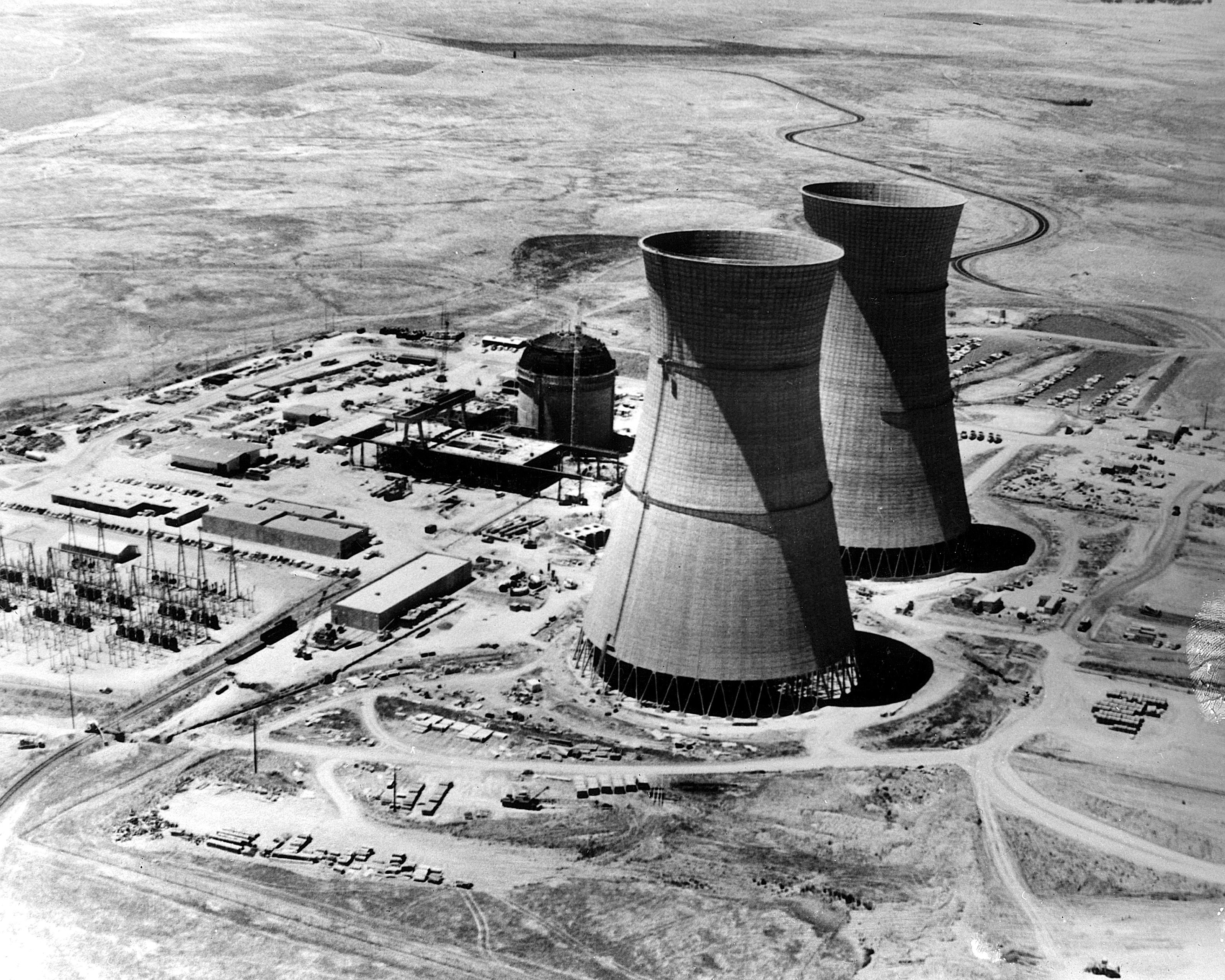
La centrale en 1972
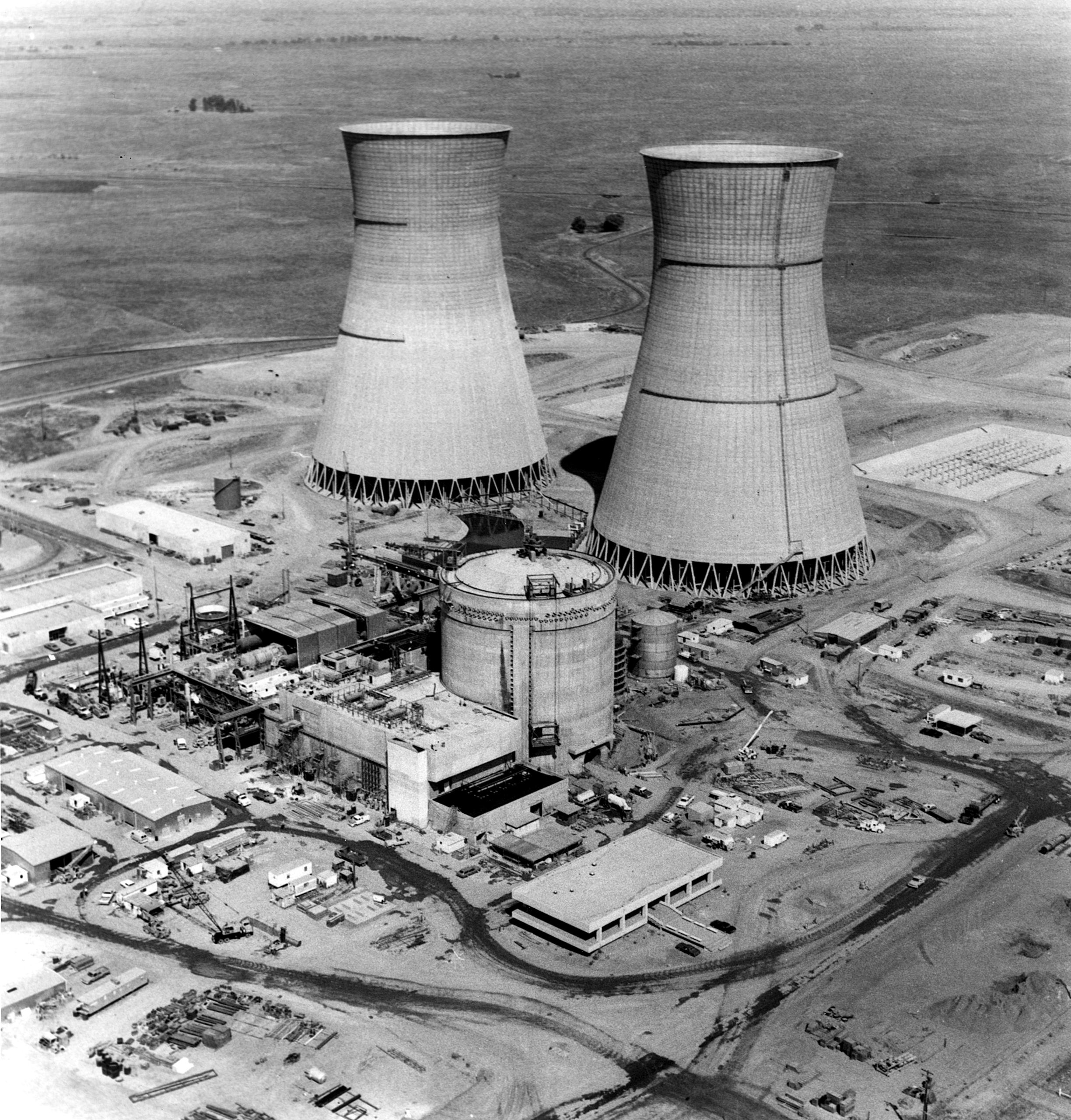
La centrale en 1974